# Autoridad de Aviación Civil (El Salvador)
La Autoridad de Aviación Civil (AAC) es una agencia de El Salvador. La agencia es la autoridad de aviación civil de ese país e investiga accidentes aéreos. Tiene su sede en el Aeropuerto Internacional de Ilopango, Departamento de San Salvador. En 2001 la Asamblea Legislativa de El Salvador abrió la autoridad.
Las autoridades de Honduras delegan la investigación del accidente del Vuelo 390 de TACA a la AAC de El Salvador según el Convenio sobre Aviación Civil Internacional.

## Historia
Con el inicio de las primeras operaciones de aerolíneas como Pan Am, KLM y TACA en El Salvador en los años 1940, el país creó en 1955 la Ley de Aeronáutica Civil y el Departamento de Aviación Civil. Posteriormente en 1962 dicho departamento pasa a ser la Dirección General de Aeronáutica Civil (DGAC). Al mismo tiempo se modernizó al Aeropuerto de Ilopango, proyecto que concluye en 1965.
En enero de 1980 se suspendió el tráfico internacional en el Aeropuerto de Ilopango, para habilitar el Aeropuerto Internacional de El Salvador. Desde entonces en Ilopango comienzan a operar solo aeronaves militares y pocos vuelos particulares.
En octubre de 1987 se habilitó el Aeropuerto de Ilopango nuevamente como internacional pero de forma limitada, para vuelos privados, taxis, sanitarios, misión oficial y asistencia civil y militar de hasta 12 pasajeros y 15 000 libras de carga.
En 1994 se creó el Viceministerio de Transporte y la entonces Dirección General de Aeronáutica Civil deja de depender del Ministerio de Economía y empieza a integrar el susodicho Viceministerio con el nombre de Dirección General de Transporte Aéreo.
El 22 noviembre del mismo 1994 se puso bajo la dependencia de la Dirección al Gerente del Aeropuerto de Ilopango, con el fin de reactivarlo.
En octubre de 2001 la Asamblea Legislativa de El Salvador aprobó una serie de reformas para la DGTA, entre ellas dotar a la institución de autonomía, convirtiéndose en la actual Autoridad de Aviación Civil.
Desde 2005 la AAC se ha reestructurado para mejorar su personal técnico y ampliar la cobertura de sus servicios, adecuándose al Convenio sobre Aviación Civil Internacional de la Organización de Aviación Civil Internacional (OACI).